# テツオ・オカモト
テツオ・オカモト (Tetsuo Okamoto、漢字：岡本 哲夫、1932年3月20日 - 2007年10月1日)は、ブラジルの元競泳選手。サンパウロ州マリーリア出身。
テツオは、1952年ヘルシンキオリンピックの1,500m自由形で銅メダルを獲得し、ブラジルの選手として競泳ではじめてのメダルを獲得した選手である。